# 433
Het jaar 433 is het 33e jaar in de 5e eeuw volgens de christelijke jaartelling.

## Gebeurtenissen

### Italië
- Flavius Aëtius, Romeins generaal (magister militum), keert met steun van de Hunnen terug in Italië. Hij vervolgt zijn expansiepolitiek in Gallië en wordt de "beschermheer" van de 14-jarige keizer Valentinianus III.

### Korea
- Drie koninkrijken van Korea: Paekche en Silla sluiten een alliantie tegen het derde Koreaanse koninkrijk Koguryo.

## Religie
- 12 april - Paus Sixtus III bemiddelt in het conflict met de patriarch Cyrillus van Alexandrië en voorstanders van de Nestoriaanse Kerk. Ze sluiten een kerkelijk verdrag, genaamd het "Symbool van Vereniging".

## Overleden
- Fedelemia, Iers prinses en heilige
- Philostorgios, kerkhistoricus